# Mertensophryne melanopleura
Mertensophryne melanopleura és una espècie d'amfibi que viu a Angola, la República Democràtica del Congo i Zàmbia.